# Ginástica artística nos Jogos Sul-Americanos de 2006 - Masculino
Os resultados masculinos da ginástica artística nos Jogos Sul-Americanos de 2006 contaram com todas as provas coletiva e individuais.

## Resultados

### Individual geral
Finais
| Pos. | Ginasta   | País                  | Pontos |
| ---- | --------- | --------------------- | ------ |
|      | Colômbia  | Jorge Hugo Lopez      | 89,800 |
|      | Venezuela | Jose Luis Fuentes     | 89,100 |
|      | Brasil    | Victor Rosa           | 88,000 |
| 4    | Venezuela | Fernando Fuentes      | 85,750 |
| 5    | Argentina | Federico Molinari     | 85,600 |
| 6    | Brasil    | Caio Costa            | 85,400 |
| 7    | Venezuela | Carlos Carbonell      | 83,900 |
| 8    | Argentina | Juan Manuel Lompizan  | 83,850 |
| 9    | Colômbia  | Dider Lugo            | 82,800 |
| 10   | Argentina | Martín Barrionuevo    | 82,550 |
| 11   | Colômbia  | Sergio Restrepo       | 82,400 |
| 12   | Colômbia  | Fabian Meza           | 78,000 |
| 13   | Chile     | Manuel A. Pasten      | 77,750 |
| 14   | Chile     | Juan Pablo Gonzalez   | 76,900 |
| 15   | Chile     | Emilio Cubillos       | 76,500 |
| 16   | Brasil    | Mosiah Rodrigues      | 73,350 |
| 17   | Chile     | Maximilian Fingerhuth | 72,600 |
| 18   | Peru      | Mario Paulo Cruz      | 72,600 |
| 19   | Equador   | Cristian Paul Nieto   | 72,400 |
| 20   | Brasil    | Adan Santos           | 72,200 |
| 21   | Peru      | Cesar Robles          | 70,500 |
| 22   | Chile     | Felipe Pina           | 70,150 |
| 23   | Bolívia   | Saul Felipe Salinas   | 69,300 |
| 24   | Venezuela | Ivan A. Tovar         | 68,300 |

| Pos. | País      | Ginasta              | Pts    |
| ---- | --------- | -------------------- | ------ |
|      | Brasil    | Victor Rosa          | 15,275 |
|      | Chile     | Tomas Gonzalez       | 15,000 |
|      | Argentina | Martín Barrionuevo   | 14,650 |
| 4    | Venezuela | Fernando Fuentes     | 14,175 |
| 4    | Brasil    | Vítor Camargo        | 14,175 |
| 6    | Argentina | Juan Manuel Lompizan | 14,100 |
| 7    | Chile     | Juan Pablo Gonzalez  | 13,550 |
| 8    | Colômbia  | Sergio Restrepo      | 12,875 |

| Pos. | País      | Ginasta           | Pts    |
| ---- | --------- | ----------------- | ------ |
|      | Venezuela | Jose Luis Fuentes | 15,150 |
|      | Brasil    | Mosiah Rodrigues  | 14,575 |
|      | Colômbia  | Jorge Hugo Lopez  | 14,325 |
| 4    | Brasil    | Caio Costa        | 14,275 |
| 5    | Venezuela | Jose Parra        | 13,975 |
| 6    | Argentina | Lucas Chiarlo     | 13,900 |
| 7    | Argentina | Federico Molinari | 13,525 |
| 8    | Colômbia  | Dider Lugo        | 12,350 |

| Pos. | País      | Ginasta                | Pts    |
| ---- | --------- | ---------------------- | ------ |
|      | Venezuela | Regulo Carmona         | 16,375 |
|      | Colômbia  | Jorge Hugo Lopez       | 15,350 |
|      | Venezuela | Jose Luis Fuentes      | 15,175 |
| 4    | Argentina | Federico Molinari      | 14,825 |
| 5    | Brasil    | Adan Santos            | 14,775 |
| 6    | Argentina | Osvaldo Martinez       | 14,125 |
| 7    | Brasil    | Luiz Augusto dos Anjos | 13,275 |
| 8    | Colômbia  | Dider Lugo             | 12,450 |

| Pos. | País      | Ginasta                 | Pts    |
| ---- | --------- | ----------------------- | ------ |
|      | Brasil    | Victor Rosa             | 15,863 |
|      | Brasil    | Vitor Camargo           | 15,750 |
|      | Chile     | Felipe Pina             | 15,488 |
| 4    | Venezuela | Jose Luis Fuentes       | 15,338 |
| 5    | Peru      | Mario Paulo Cruz        | 15,175 |
| 6    | Argentina | Federico Molinari       | 15,050 |
| 7    | Equador   | Andres Eduardo Saavedra | 14,300 |
| 8    | Chile     | Maximilian Fingerhuth   | 14,075 |

| Pos. | País      | Ginasta                | Pts    |
| ---- | --------- | ---------------------- | ------ |
|      | Colômbia  | Jorge Hugo Lopez       | 15,250 |
|      | Venezuela | Jose Luis Fuentes      | 15,100 |
|      | Brasil    | Luiz Augusto dos Anjos | 15,025 |
| 4    | Argentina | Federico Molinari      | 14,950 |
| 5    | Venezuela | Ivan A. Tovar          | 14,500 |
| 6    | Brasil    | Mosiah Rodrigues       | 14,300 |
| 7    | Colômbia  | Fabian Meza            | 14,250 |
| 8    | Argentina | Juan Manuel Lompizan   | 13,225 |

| Pos. | País      | Ginasta                | Pts    |
| ---- | --------- | ---------------------- | ------ |
|      | Brasil    | Mosiah Rodrigues       | 14,950 |
|      | Brasil    | Luiz Augusto dos Anjos | 14,800 |
|      | Venezuela | Jose Luis Fuentes      | 14,775 |
| 4    | Colômbia  | Jorge Hugo Lopez       | 14,625 |
| 5    | Colômbia  | Fabian Meza            | 14,275 |
| 6    | Argentina | Lucas Chiarlo          | 14,150 |
| 7    | Argentina | Juan Manuel Lompizan   | 13,875 |
| 8    | Chile     | Felipe Pina            | 13,775 |

### Equipes
Finais
| Posição | País      | Ginastas                                                                                               | Total   |
| ------- | --------- | --- | ------- |
|         | Brasil    | Victor Rosa Caio Costa Mosiah Rodrigues Adan Santos Vitor Camargo Luiz Augusto dos Anjos               | 351,350 |
|         | Venezuela | Jose Luis Fuentes Carlos Carbonell Fernando Fuentes Ivan A. Tovar Jose Parra Regulo Carmona            | 346,750 |
|         | Argentina | Federico Molinari Juan Manuel Lompizan Martín Barrionuevo Lucas Chiarlo Osvaldo Martinez Sergio Erbojo | 337,950 |
| 4       | Colômbia  | Jorge Hugo Lopez Dider Lugo Sergio Restrepo Fabian Meza                                                | 333,000 |
| 5       | Chile     | Manuel A. Pasten Juan Pablo Gonzalez Emilio Cubillos Maximilian Fingerhuth Felipe Pina Tomas Gonzalez  | 318,950 |
| 6       | Peru      | Mario Paulo Cruz Cesar Robles                                                                          | 143,100 |
| 7       | Equador   | Cristian Paul Nieto Andres Eduardo Saavedra                                                            | 134,850 |
| 8       | Bolívia   | Saul Felipe Salinas Alejandro Gamarra                                                                  | 133,950 |